# Ризький університет імені Страдиня
Ризький університет імені Страдиня (латис. Rīgas Stradiņa universitāte, RSU) — один із шести латвійських університетів. Створений у 2002 році на базі Латвійської Медичної академії.

## Відомості

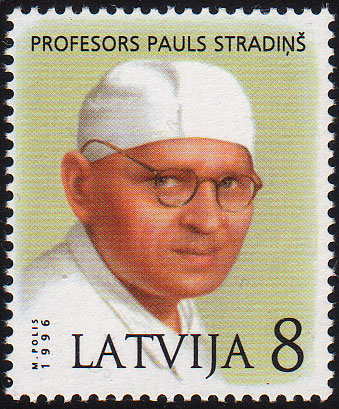
П. І. Страдинь

Має ім'я видатного латвійського хірурга, академіка АН Латвії Павла Івановича Страдиньша.
Є одним із провідних і найсучасніших вищих навчальних закладів у країнах Балтії з вираженим міжнародним ухилом. На 10 факультетах навчається 7200 студентів, з яких 1200 — іноземних, які вивчають соціальні науки і медицину. У виші працює понад 1200 працівників, з яких понад 60 % — це академічний персонал.

## Ректори
- Ернест Буртніекс (1950—1958)
- Василійс Калбергс (1958—1963)
- Владиславс Коржанс (1963—1992)
- Яніс Вєтра (1992—2007)
- Яніс Гардовскіс (від 3 січня 2008)

## Структурні підрозділи
В університеті є такі підрозділи:
- Факультет Європейських досліджень
- Фармацевтичний факультет
- Юридичний факультет
- Факультет комунікацій
- Медичний факультет
- Факультет реабілітації

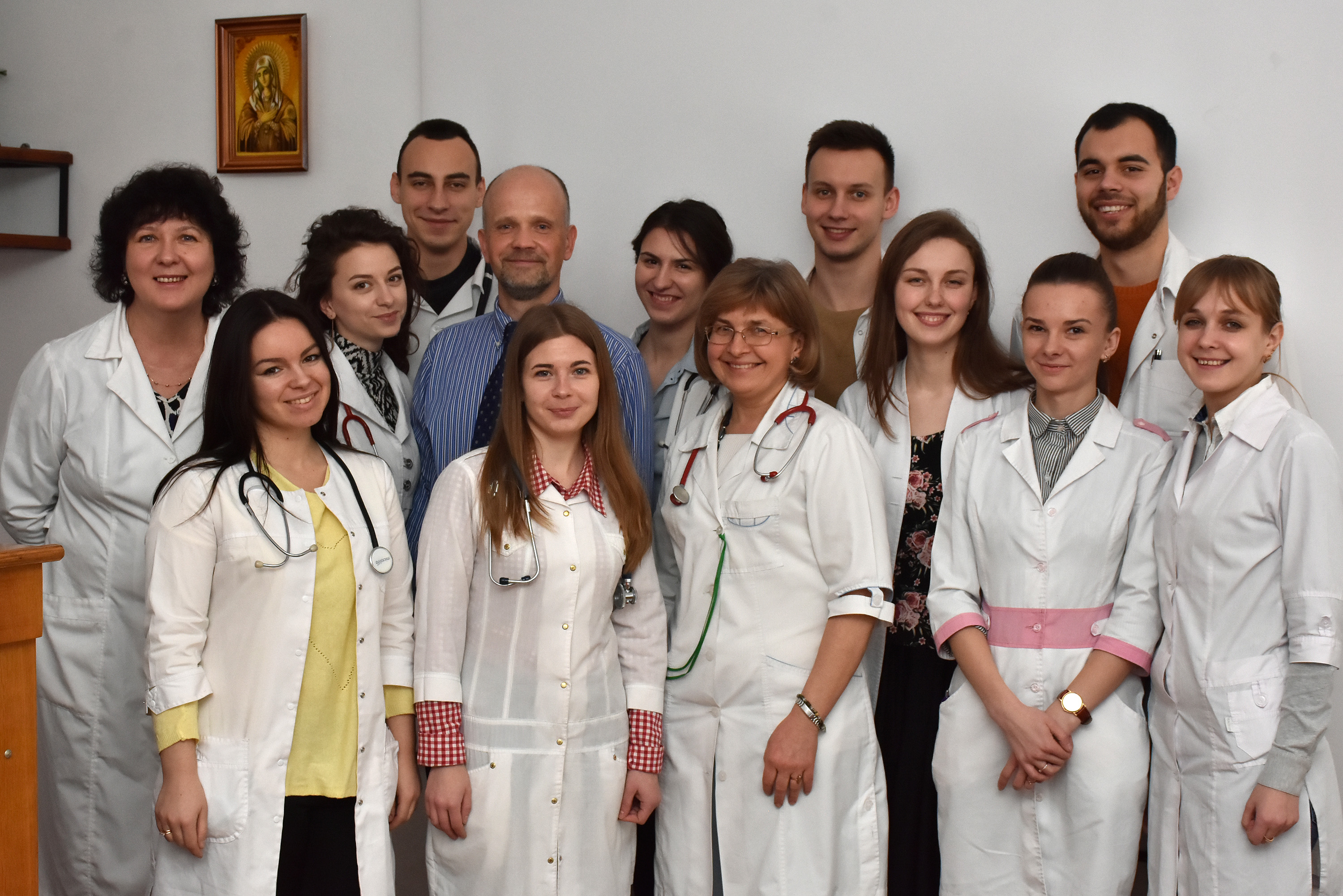
Професор Ризького університету імені Страдиня Раймондс Сіманіс із викладачами кафедри дитячих хвороб з дитячою хірургією та студентами Тернопільського державного медичного університету імені І. Я. Горбачевського.

- Факультет охорони громадського здоров'я і соціального добробуту
- Стоматологічний факультет
- Факультет безперервної освіти
- Відділ докторантури
- Відділ іноземних студентів